# André Breton, quelques aspects de l'écrivain
André Breton, quelques aspects de l'écrivain est un essai critique de Julien Gracq, publié en 1948. 

## Présentation
Depuis qu'André Breton l'a remarqué après la parution d'Au château d'Argol, Gracq est resté fidèle au fondateur du surréalisme, qui est un de ses proches amis. Il publie après la guerre un essai en manière d'hommage. 
L'essai se compose de cinq parties : 
- « L'Âme d'un mouvement » (il s'agit du surréalisme)
- « Tout ce qui doit faire aigrette au bout de mes doigts »
- « Battant comme une porte »
- « D'une certaine manière de "poser la voix" »
- « Pour prendre congé »